# Wolfgang Denk (Mediziner)
Wolfgang Denk (* 21. März 1882 in Linz; † 4. Februar 1970 in Wien) war ein österreichischer Chirurg.

## Leben
Wolfgang Denk studierte an der Universität Wien Medizin. 1916 erfolgte seine Habilitation. Von 1924 bis 1928 war er als Primarius an der Rudolfstiftung tätig. Anschließend wurde er als Ordinarius an die Karl-Franzens-Universität Graz berufen. 1931 übernahm Denk die Leitung der II. Chirurgischen Universitätsklinik in Wien.
Im autoritären Ständestaat war Denk 1934–1938 ein Vertreter der Wissenschaft in der Wiener Bürgerschaft.
Zu seinen Schülern an der 2. chirurgischen Universitätsklinik in Wien gehörte 1946 der Hilfsarzt und spätere Ordinarius für Anaesthesiologie und Intensivmedizin Otto Mayrhofer, der in England eine Ausbildung in der Intubationsnarkose it künstlicher Beatmung machte, um Denk die Etablierung der Thoraxchirurgie in Österreich zu ermöglichen. 1948/49 wurde Denk Rektor. Außerdem war er Präsident der Gesellschaft der Ärzte in Wien und Vorsitzender des Obersten Sanitätsrates sowie der Österreichischen Gesellschaft zur Erforschung und Bekämpfung der Krebskrankheit, die Vorläuferorganisation der Österreichischen Krebshilfe. Denk verfasste zahlreiche Abhandlungen über die Chirurgie der inneren Organe.
1957 unterlag er als gemeinsamer Kandidat von ÖVP und FPÖ in der Bundespräsidentschaftswahl gegen Adolf Schärf.

## Auszeichnungen
- 1952: Ehrenring der Stadt Wien
- 1954: Großes Silbernes Ehrenzeichen für Verdienste um die Republik Österreich[4]
- 1957: Österreichisches Ehrenzeichen für Wissenschaft und Kunst
- 1964: Großes Goldenes Ehrenzeichen für Verdienste um die Republik Österreich[4]

## Publikationen
- Thorakoplastik zur Behandlung der Lungen-Tbc
- Klinik und Therapie der Lungentumore